# Maoriscaphander
Maoriscaphander is een geslacht van uitgestorven weekdieren uit de klasse van de Gastropoda (slakken).

## Soort
- Maoriscaphander manukauensis Dell, 1950 †